# Xian de Changtai
Le xian de Changtai (长泰县 ; pinyin : Chángtài Xiàn) est un district administratif de la province du Fujian en Chine. Il est placé sous la juridiction de la ville-préfecture de Zhangzhou.

## Démographie
La population du district était de 186 857 habitants en 1999.